# Eiger
Eiger este un munte cu altitudinea de 3970 m deasupra n.m., muntele fiind pe locul șapte din masivul Alpii Bernezi, ei alcătuiesc lanțul principal de nord al Alpilor Bernezi. Muntele este situat în cantonul Berna și împreună cu Mönch (Călugărul)  și Jungfrau (Fecioara) domină regiunea Bernei de Sus (Berner Oberland). Numele de Eiger este pentru prima oară amintit în anul 1252 ca „mons Egere“. 

## Așezare
Muntele Eiger se întinde în direcția NE-SV și apare văzut din aceste direcții ca un vârf marcant. In special lanțul central din direcția NE este impunător, având versanți dificili de escaladat (S, III) mai ales peretele de nord. Spre SE dar mai ales spre NV apare are lanțul o lățime mai mare. Muntele are o înălțime de peste 3000 de m măsurată din albia văii la Grindelwald fiind bântuit de vreme rea care vine din NV. De la poalele de nord ale muntelui începe parcul Jungfrau-Aletsch-Bietschhorn care a fost declarat patrimoniu mondial UNESCO. In zona centrală a masivului se află un tunel de cale ferată și stațiunea „Eigerwand” unde au fost salvați alpiniști  mulți de la moarte.

## Geologie
Eiger este format în întregime din roci calcaroase, de origine sedimentară din perioada mezozoică, putându-se unele rarități geologice la sud în masivul Aar și la nord pe Eigerjoch.

## Galerie

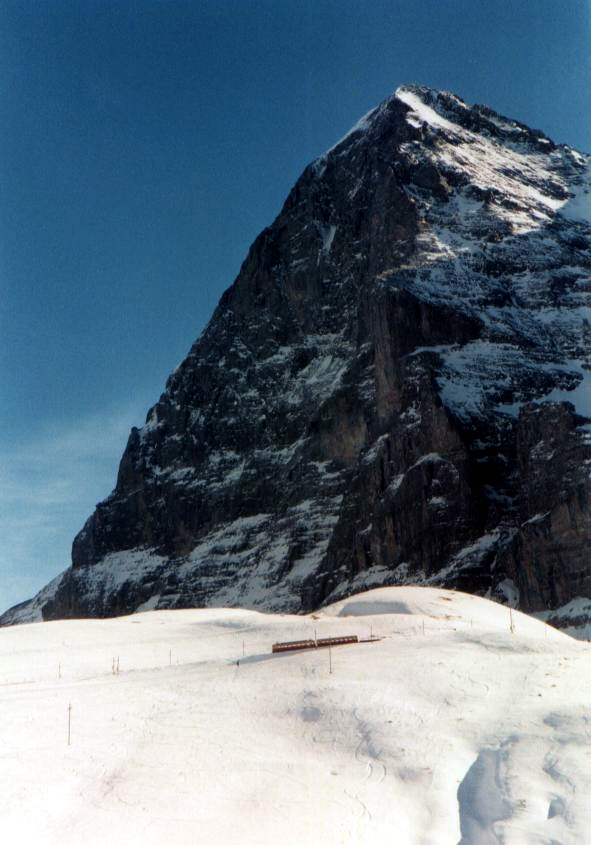
Eiger peretele de nord
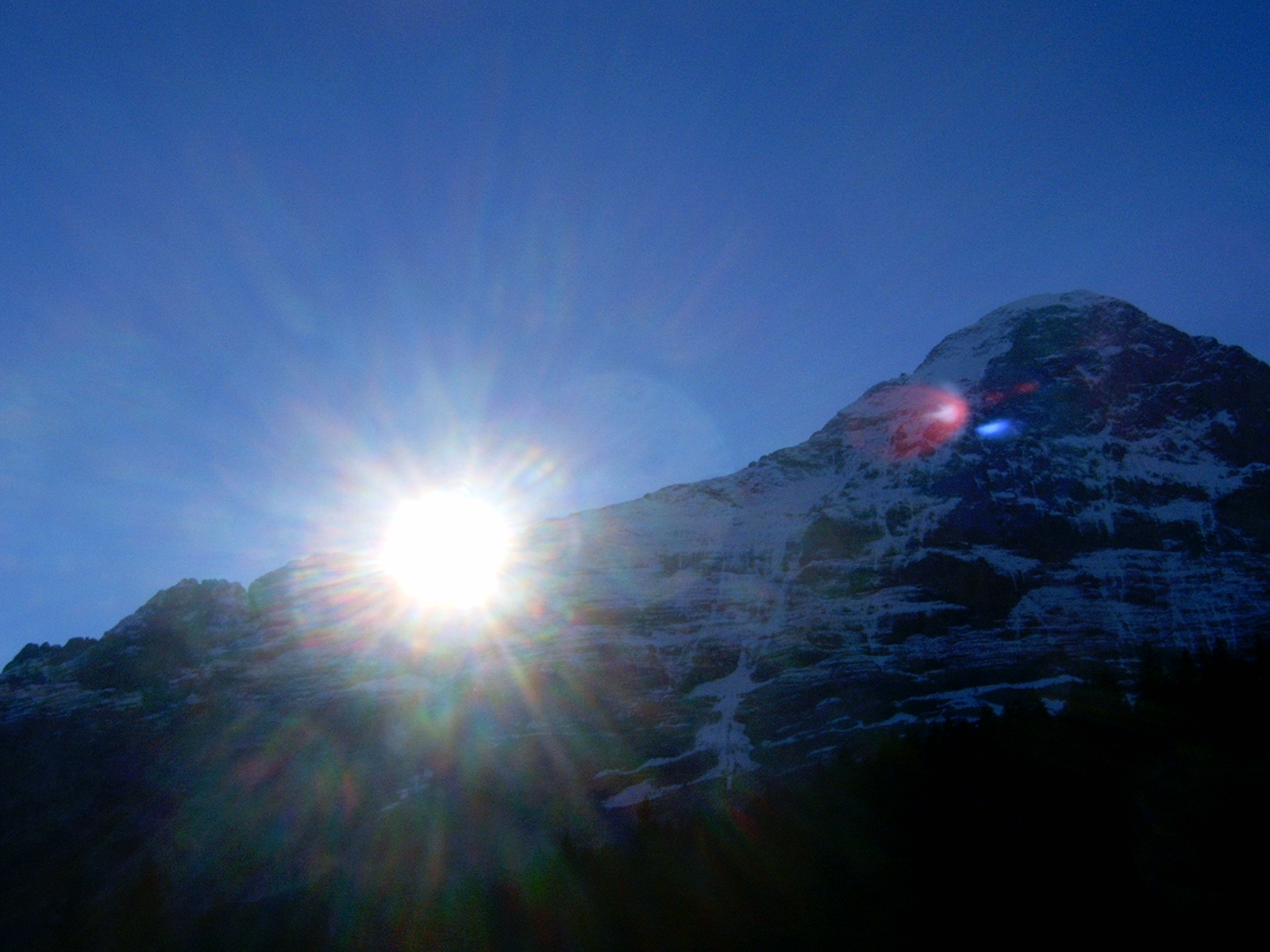
Eiger-Creasta centrală
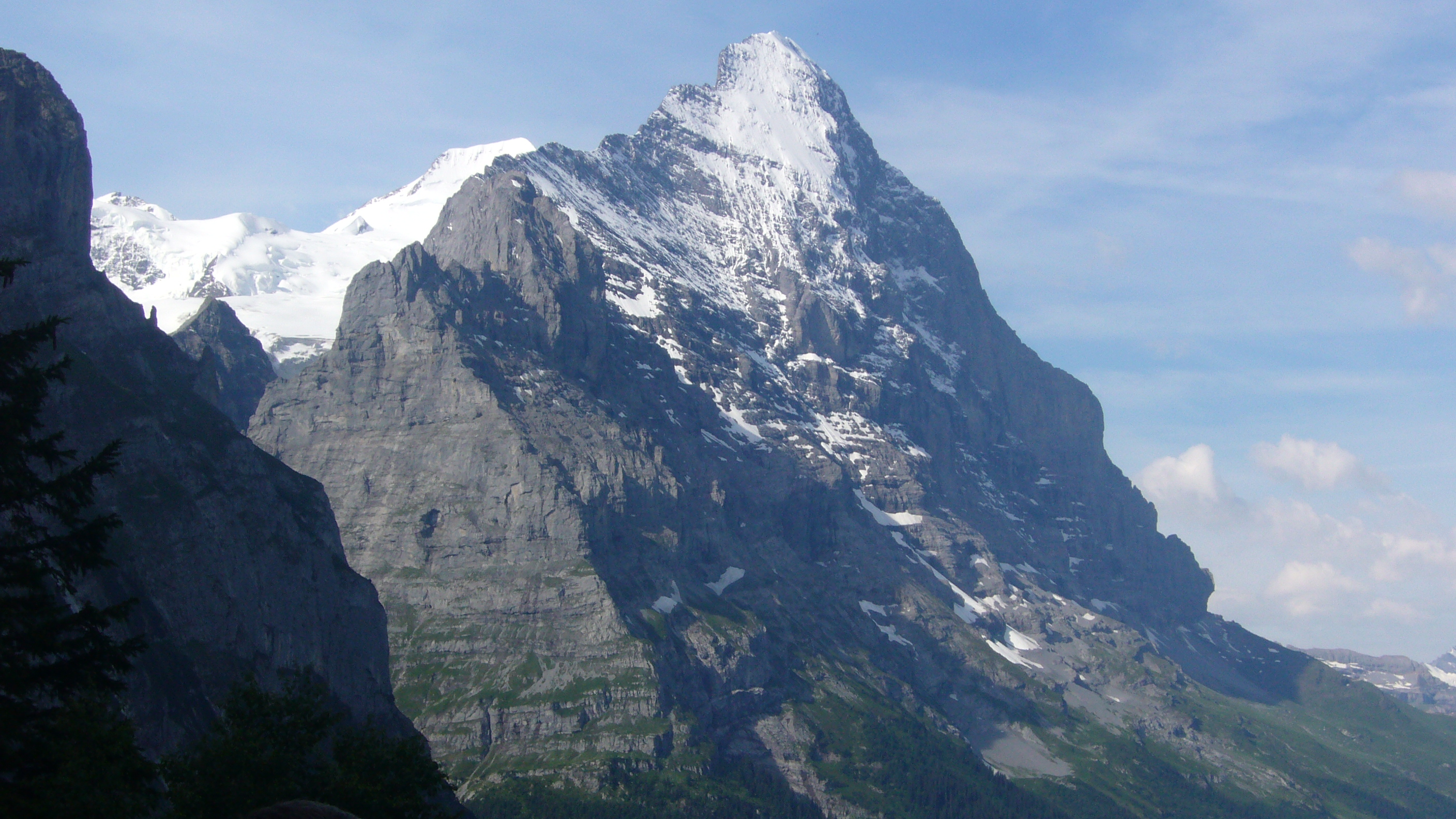
Eiger văzut de pe Grossen Scheidegg